# Exposição Universal de 1855

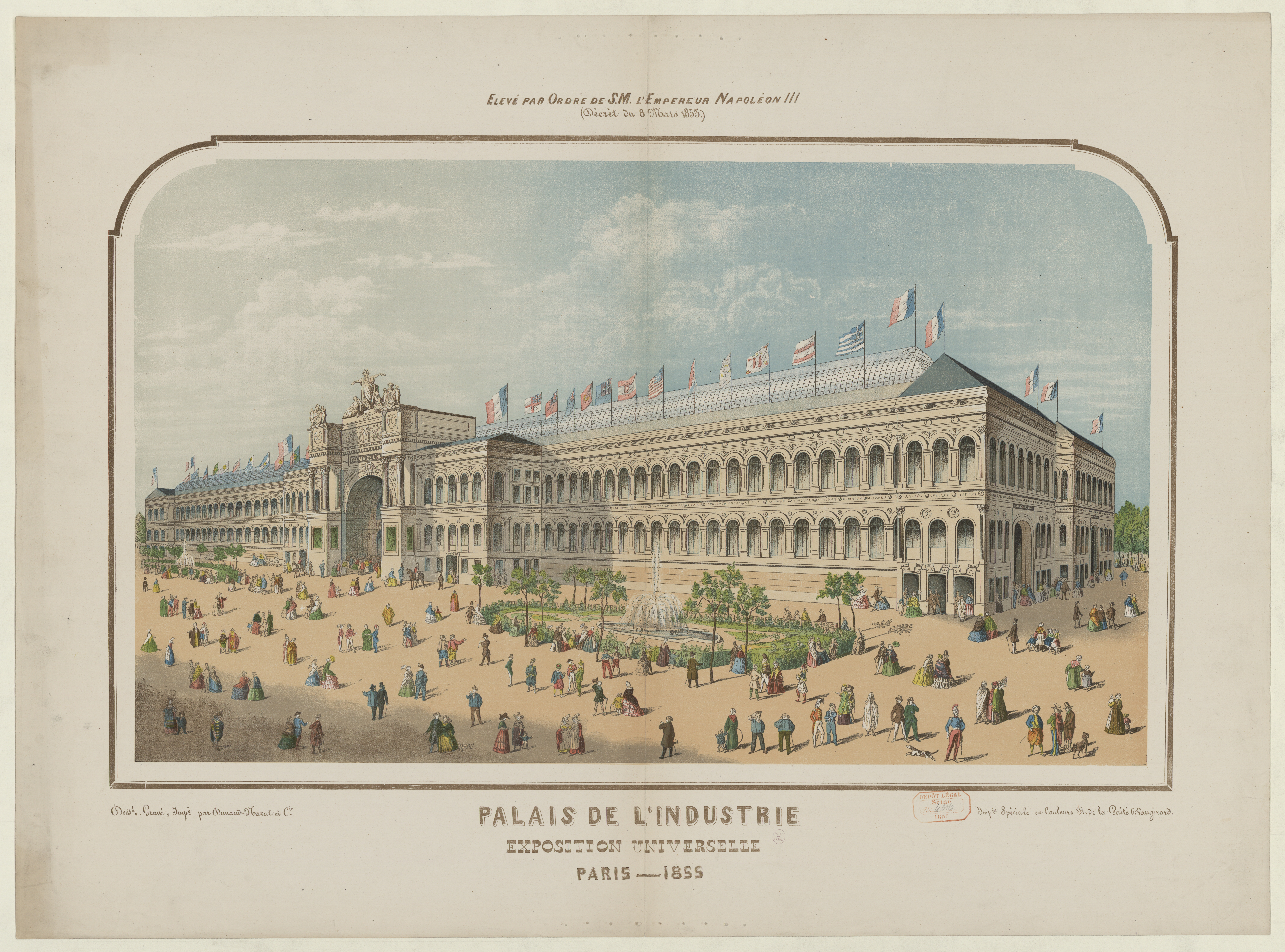
Exposition Universelle des produits de l'Agriculture, de l'Industrie et des Beaux-Arts de Paris 1855

A Exposição Universal de Paris de 1855 foi uma Exposição Internacional realizada nos Champs-Élysées em Paris de 15 de maio a 15 de novembro de 1855. Seu título oficial completo era Exposition Universelle des produits de l'Agriculture, de l'Industrie et des Beaux-Arts de Paris, 1855. Hoje, o único remanescente físico da exposição é o Théâtre du Rond-Point des Champs-Élysées, projetado pelo arquiteto Gabriel Davioud, que originalmente abrigava o Panorama National.

## História
A exposição foi um grande evento na França , então recentemente sob o reinado do imperador Napoleão III. Seguiu-se à Grande Exposição de Londres de 1851 e tentou superar o Palácio de Cristal daquela feira com seu próprio Palais de l'Industrie.
As artes exibidas foram mostradas em um pavilhão separado na Avenue Montaigne. Havia trabalhos de artistas de 29 países, incluindo os artistas franceses François Rude, Ingres, Delacroix e Henri Lehmann, e os artistas britânicos William Holman Hunt e John Everett Millais. No entanto, Gustave Courbet, tendo tido várias de suas pinturas rejeitadas, expôs em um Pavillon du Réalisme temporário adjacente à mostra oficial.
De acordo com seu relatório oficial, 5 162 330 visitantes compareceram à exposição, dos quais cerca de 4,2 milhões ingressaram na exposição industrial e 0,9 milhão na exposição de Belas Artes. despesas ascenderam a mais de $ 5 000 000, enquanto as receitas mal chegavam a um décimo desse montante. A exposição cobriu 16 hectares (40 acres) com 34 países participantes.
Para a exposição, Napoleão III solicitou um sistema de classificação para os melhores vinhos de Bordeaux, que seriam exibidos para visitantes de todo o mundo. Os corretores da indústria do vinho classificavam os vinhos de acordo com a reputação do château e o preço de comercialização, que na época estava diretamente relacionado à qualidade. O resultado foi a importante Classificação Oficial dos Vinhos de Bordéus de 1855.